# 胡安·何塞·罗松
胡安·何塞·罗松·佩雷斯（西班牙語：Juan José Rosón Pérez，1932年9月25日—1986年8月19日）是西班牙政治家，前内政大臣。

## 生平
1932年9月25日出生于卢戈省贝塞雷亚。父母是加利西亚人。他的哥哥安东尼奥曾任加利西亚议会议长，另一位兄长路易斯在1984年恐怖组织埃塔的一次袭击中幸存。
他毕业于马德里康普顿斯大学政治学和经济学专业。最开始在西班牙广播电视台附属学校任教，后来还担任过大学研究联盟秘书长，埃菲通讯社董事，国家联盟主席等职。1960年代担任西班牙广播电视台台长。1976年至1980年担任马德里省省长。
1980年5月2日被首相阿道弗·苏亚雷斯任命为内政大臣。任期内，他加强情报部门与国家警察部队的统一指挥，合作打击埃塔恐怖主义分子。在他政策的影响下，被埃塔组织谋杀的人数由1980年的124人，减少到1981年的38人和1982年的44人。
由于卡爾沃-索特洛政府执政的一年半中，西班牙经济困难，党派斗争日趋尖锐。内阁会议做出提前大选的决定。在工人社会党获胜后，他建议冈萨雷斯将何塞·巴里奥努埃沃任命为新一任内政大臣。
1982年被检查出肺癌。之后，他退出了政坛，一直居住在阿利坎特。1984年11月，他和民主中间联盟的前成员一同创建了政治学研究协会。1986年8月19日因心肌梗死在马德里的一所医院去世。